# Sibbern
Sibbern är en norsk familj med ursprung i Holstein.

## Personer ingående i familjen
- Valentin Christian Wilhelm Sibbern (1779-1853), norsk statsman
- Carl Sibbern (1809-1880), norsk ämbetsman och stortingsman
- Georg Sibbern (1816-1901), norsk diplomat och statsminister

## Andra personer med namnet Sibbern
- Frederik Kristian Sibbern (1785-1872), dansk filosof